# 15-й гірський корпус (Третій Рейх)
XV (15-й) гірський ко́рпус (нім. XV. Gebirgskorps) — гірський корпус Вермахту за часів Другої світової війни.

## Історія
XV гірський корпус був сформований 12 серпня 1943 на території Хорватії.

## Райони бойових дій
- Хорватія (серпень 1943 — травень 1945).

## Командування

### Командири
- генерал від інфантерії Рудольф Лютерс (нім. Rudolf Lüters) (25 серпня — 10 жовтня 1943);
- генерал від інфантерії Ернст фон Лейзер (нім. Ernst von Leyser) (1 листопада 1943 — 1 серпня 1944);
- генерал танкових військ Густав Фен (нім. Gustav Fehn) (1 серпня 1944 — 8 травня 1945).

## Бойовий склад 15-го гірського корпусу
Формування управління, забезпечення та підтримки
- 415-те артилерійське командування (Arko 415);
- 415-те управління корпусного постачання (Korps-Nachschubtruppen 415);
- 415-й гірський корпусний батальйон зв'язку (Gebirgs-Korps Nachrichten-Abteilung 415).

- добровольча гірська дивізія СС «Принц Ойген» (SS-Freiw. Geb. Div. "Prinz Eugen");
- 264-та піхотна дивізія (264. Infanterie-Division);
- 114-та єгерська дивізія (114. Jäger-Division);
- II-й хорватський корпус (II. kroat. Korps);
- III-й хорватський корпус (III. kroat. Korps);
- 369-та хорватська піхотна дивізія (369. Infanterie-Division (kroatisch);
- 373-тя хорватська піхотна дивізія (373. Infanterie-Division (kroatisch);
- 4-та хорватська єгерська бригада (4. kroat. Jäger-Brigade).

- 264-та піхотна дивізія;
- 371-ша піхотна дивізія (371. Infanterie-Division);
- 114-та єгерська дивізія;
- 373-тя хорватська піхотна дивізія;
- 1-ша козача дивізія (1. Kosaken Division).

- 264-та піхотна дивізія;
- 371-ша піхотна дивізія;
- 114-та єгерська дивізія;
- 373-тя хорватська піхотна дивізія;
- 1-ша козача дивізія.

- 264-та піхотна дивізія;
- 373-тя хорватська піхотна дивізія;
- 392-га хорватська піхотна дивізія (392. Infanterie-Division (kroatisch).

- 264-та піхотна дивізія;
- 373-тя хорватська піхотна дивізія;
- 392-га хорватська піхотна дивізія;
- 2-га хорватська єгерська бригада (kroatische Jäger-Brigade 2).

- 264-та піхотна дивізія;
- 373-тя хорватська піхотна дивізія;
- 392-га хорватська піхотна дивізія.

- 373-тя хорватська піхотна дивізія;
- 392-га хорватська піхотна дивізія.

- 373-тя хорватська піхотна дивізія;
- 392-га хорватська піхотна дивізія;
- 104-та єгерська дивізія (104. Jäger-Division).

- 373-тя хорватська піхотна дивізія;
- 15-та хорватська піхотна дивізія (15. Infanterie-Division (kroat.);
- 41-ша піхотна дивізія (41. Infanterie-Division)ю